# Coppa Italia 2006/07
Die Coppa Italia der Saison 2006/07 fand vom 19. August 2006 bis zum 17. Mai 2007 statt. Im Finale standen sich die AS Rom und Inter Mailand bereits zum dritten Mal in Folge gegenüber. Dabei konnte die Roma zum ersten Mal in diesem „Final-Hattrick“ gegen die Mailänder gewinnen. Das Hinspiel in Rom gewann die AS mit 6:2 und konnte sich im Rückspiel eine 1:2-Niederlage in Mailand erlauben. Durch diesen Triumph gewann der Hauptstadtklub bereits zum achten Mal den nationalen Pokal.

## Modus
Insgesamt nahmen an der 59. Auflage des bedeutendsten italienischen Pokalwettbewerbs 72 Vereine teil. Die komplette Serie A mit 20 Mannschaften sowie die komplette Serie B mit 22 Klubs waren vertreten. Hinzu kamen 28 Teams aus der Serie C sowie zwei Vereine aus den Amateurligen. Alle Spiele in den ersten Runden fanden entsprechend dem K.-o.-System statt. Dabei erhielt immer der Klub aus der niedrigeren Liga den Heimvorteil. Nur 64 der 72 Mannschaften standen in der ersten Runde, die acht Qualifikanten der letzten Saison für den Europapokal (Champions League, UEFA Cup und UI-Cup) stiegen erst im Achtelfinale ein. In den vorigen Ausscheidungen (Runde 1 bis 3) wurden acht Teams herausgefiltert, die gegen die acht verbliebenen Erstligisten im Achtelfinale spielen. Vom Achtelfinale an wurde je ein Hin- und Rückspiel ausgetragen.

## 1. Runde
|                       | Ergebnis        |                  |
| --------------------- | --------------- | ---------------- |
| AC Venedig            | 1:0             | FBC Treviso      |
| FC Bologna            | 2:1 n. V.       | AS Cittadella    |
| AS Melfi              | 0:4             | Udinese Calcio   |
| US Avellino           | 1:2 n. V.       | UC AlbinoLeffe   |
| AC Cuneo              | 0:1             | US Cagliari      |
| AS Cervia             | 0:6             | Ascoli Calcio    |
| Benevento Calcio      | 0:2             | Sampdoria Genua  |
| FC Modena             | 3:0             | Teramo Calcio    |
| AC Florenz            | 3:0             | Giarre Calcio    |
| ASD Montalto Ivrea    | 0:3             | FC Turin         |
| AC Sangiovannese 1927 | 1:3 n. V.       | FC Crotone       |
| AC Perugia            | ?:? (3:4 i. E.) | AC Arezzo        |
| US Cremonese          | 1:0             | Vicenza Calcio   |
| AC Martina            | 0:3             | Juventus Turin   |
| AS Lucchese Libertas  | 0:1 n. V.       | AC Cesena        |
| AC Pavia              | 0:4             | Pescara Calcio   |
| US Sanremese          | 0:1 n. V.       | US Triestina     |
| US Grosseto           | 3:4             | FC Piacenza      |
| AC Monza              | 1:0             | AS Bari          |
| Genua 1893            | 3:2             | AC Spezia        |
| SS Cavese             | 2:1             | US Lecce         |
| Rimini Calcio         | 2:0 n. V.       | Ternana Calcio   |
| Taranto Sport         | 2:0             | Calcio Catania   |
| Salernitana Calcio    | 2:3             | Brescia Calcio   |
| Gallipoli Calcio      | 0:1             | Hellas Verona    |
| Novara Calcio         | 1:2             | AC Mantova       |
| AC Sansovino          | 0:1             | FC Messina       |
| Reggina Calcio        | 3:1 n. V.       | FC Pro Vasto     |
| SSC Neapel            | 3:1             | Frosinone Calcio |
| Atalanta Bergamo      | 3:0             | Sassuolo Calcio  |
| AC Carpenedolo        | 1:2 n. V.       | AC Siena         |
| Lazio Rom             | 4:0             | SS Rende         |

## 2. Runde
|                | Ergebnis        |                  |
| -------------- | --------------- | ---------------- |
| AC Venedig     | 0:1             | AC Arezzo        |
| FC Messina     | 2:0             | FC Piacenza      |
| FC Modena      | ?:? (5:4 i. E.) | AC Mantova       |
| FC Crotone     | 2:1             | FC Turin         |
| US Cremonese   | 0:1             | Reggina Calcio   |
| UC AlbinoLeffe | 1:2 n. V.       | Udinese Calcio   |
| Pescara Calcio | 0:3             | Atalanta Bergamo |
| US Triestina   | 2:1             | AC Siena         |
| AC Monza       | ?:? (3:4 i. E.) | Lazio Rom        |
| Genua 1893     | 1:0             | AC Florenz       |
| SS Cavese      | 0:2             | FC Bologna       |
| Rimini Calcio  | 1:2             | Sampdoria Genua  |
| Taranto Sport  | 0:1             | Brescia Calcio   |
| AC Cesena      | 1:2             | Juventus Turin   |
| SSC Neapel     | 1:0 n. V.       | Ascoli Calcio    |
| Hellas Verona  | 1:2             | US Cagliari      |

## 3. Runde
|                | Ergebnis        |                  |
| -------------- | --------------- | ---------------- |
| FC Messina     | ?:? (4:3 i. E.) | Lazio Rom        |
| FC Bologna     | 2:3             | Sampdoria Genua  |
| FC Crotone     | 0:1 n. V.       | Reggina Calcio   |
| AC Arezzo      | ?:? (6:5 i. E.) | Udinese Calcio   |
| Genua 1893     | 3:1 n. V.       | FC Modena        |
| SSC Neapel     | ?:? (5:4 i. E.) | Juventus Turin   |
| Brescia Calcio | 1:0 n. V.       | US Cagliari      |
| US Triestina   | 3:2 n. V.       | Atalanta Bergamo |

## Achtelfinale
Die erstgenannte Mannschaft hatte im Hinspiel Heimrecht. Bei Torgleichstand gilt die Auswärtstorregel. Die Ergebnisse sind stets aus der Sicht der erstgenannten Mannschaft zu betrachten.
|                 | Gesamt    |                | Hinspiel | Rückspiel |
| --------------- | --------- | -------------- | -------- | --------- |
| Reggina Calcio  | (a)3:3(a) | Chievo Verona  | 2:2      | 1:1       |
| FC Empoli       | 2:0       | Genua 1893     | 1:0      | 1:0       |
| Sampdoria Genua | 4:2       | US Palermo     | 1:0      | 3:2       |
| AC Mailand      | 6:3       | Brescia Calcio | 4:2      | 2:1       |
| AC Arezzo       | 3:2       | AS Livorno     | 2:1      | 1:1       |
| US Triestina    | 1:4       | AS Rom         | 1:2      | 0:2       |
| FC Messina      | 0:5       | Inter Mailand  | 0:1      | 0:4       |
| SSC Neapel      | 2:3       | FC Parma       | 1:0      | 1:3       |

## Viertelfinale
|                 | Gesamt |               | Hinspiel | Rückspiel |
| --------------- | ------ | ------------- | -------- | --------- |
| FC Empoli       | 0:4    | Inter Mailand | 0:2      | 0:2       |
| Sampdoria Genua | 3:1    | Chievo Verona | 1:0      | 2:1       |
| AS Rom          | 4:3    | FC Parma      | 2:1      | 2:2       |
| AC Mailand      | 2:1    | AC Arezzo     | 2:0      | 0:1       |

## Halbfinale
|                 | Gesamt |               | Hinspiel | Rückspiel |
| --------------- | ------ | ------------- | -------- | --------- |
| Sampdoria Genua | 0:3    | Inter Mailand | 0:3      | 0:0       |
| AC Mailand      | 3:5    | AS Rom        | 2:2      | 1:3       |

## Finale

### Hinspiel
| AS Rom                                            | AS Rom | Inter Mailand | Inter Mailand |
| ------------------------------------------------- | --- | --- | ------------- |
| AS Rom                                            | \| 9. Mai 2007 um 18:00 Uhr in Rom (Stadio Olimpico) \| \| Ergebnis: 6:2 (4:1)[1] \| \| Schiedsrichter: Massimiliano Saccani (Mantova) \| | \| 9. Mai 2007 um 18:00 Uhr in Rom (Stadio Olimpico) \| \| Ergebnis: 6:2 (4:1)[1] \| \| Schiedsrichter: Massimiliano Saccani (Mantova) \| | Inter Mailand |
| AS Rom                                            | Doni – Christian Panucci, Cristian Chivu, Philippe Mexès (46. Marco Cassetti), Matteo Ferrari – David Pizarro (85. Max Tonetto), Mancini, Simone Perrotta, Rodrigo Taddei, Daniele De Rossi, (75. Alberto Aquilani) – Francesco Totti Cheftrainer: Luciano Spalletti | Francesco Toldo – Maicon, Iván Córdoba, Marco Materazzi, Maxwell (67. Fabio Grosso) – Javier Zanetti, Luís Figo (51. Patrick Vieira), Olivier Dacourt, Dejan Stanković – Adriano (56. Álvaro Recoba), Hernán Crespo Cheftrainer: Roberto Mancini | Inter Mailand |
| AS Rom                                            | 1:0 Francesco Totti (1.) 2:0 Daniele De Rossi (6.) 3:0 Simone Perrotta (16.) 4:1 Mancini (31.) 5:1 Christian Panucci (54.) 6:2 Christian Panucci (90.) | 3:1 Hernán Crespo (20.) 5:2 Hernán Crespo (56.) | Inter Mailand |
| 9. Mai 2007 um 18:00 Uhr in Rom (Stadio Olimpico) | | |               |
| Ergebnis: 6:2 (4:1)                               | | |               |
| Schiedsrichter: Massimiliano Saccani (Mantova)    | | |               |

### Rückspiel
| Inter Mailand                                                  | Inter Mailand | AS Rom | AS Rom |
| -------------------------------------------------------------- | --- | --- | ------ |
| Inter Mailand                                                  | \| 17. Mai 2007 um 17:30 Uhr in Mailand (Giuseppe-Meazza-Stadion) \| \| Ergebnis: 2:1 (0:0)[2] \| \| Schiedsrichter: Emidio Morganti (Ascoli Piceno) \|                                                                                           | \| 17. Mai 2007 um 17:30 Uhr in Mailand (Giuseppe-Meazza-Stadion) \| \| Ergebnis: 2:1 (0:0)[2] \| \| Schiedsrichter: Emidio Morganti (Ascoli Piceno) \|                                                                                        | AS Rom |
| Inter Mailand                                                  | Francesco Toldo – Maicon, Iván Córdoba, Nicolás Burdisso, Javier Zanetti – Luís Figo (81. Maxwell), Patrick Vieira (26. Julio Cruz), Dejan Stanković, Esteban Cambiasso, Mariano (54. Álvaro Recoba) – Hernán Crespo Cheftrainer: Roberto Mancini | Doni – Christian Panucci, Cristian Chivu, Philippe Mexès, Matteo Ferrari – Mancini (78. Max Tonetto), Simone Perrotta, Rodrigo Taddei, Daniele De Rossi, Alberto Aquilani (58. David Pizarro) – Francesco Totti Cheftrainer: Luciano Spalletti | AS Rom |
| Inter Mailand                                                  | 1:0 Hernán Crespo (50.) 2:0 Julio Cruz (56.) | 2:1 Simone Perrotta (83.) | AS Rom |
| Inter Mailand                                                  | Iván Córdoba (72.) | Christian Panucci (90.) | AS Rom |
| 17. Mai 2007 um 17:30 Uhr in Mailand (Giuseppe-Meazza-Stadion) | | |        |
| Ergebnis: 2:1 (0:0)                                            | | |        |
| Schiedsrichter: Emidio Morganti (Ascoli Piceno)                | | |        |